# Pere Sant i Alentà
Pere Sant i Alentà (Sabadell, 1929 - Barcelona, 12 de desembre de 1953) va ser un ciclista català que fou professional entre 1950 i 1953 any que va morir en un accident amb motocicleta. El seu pare Pere i el seu germà Albert també van córrer professionalment.
Durant la seva curta carrera esportiva aconseguí algunes victòries, destacant el campionat d'Espanya en Pista americana (1953), vencedor de dues etapes de la Volta a Catalunya de 1952, i una 5à posició final a l'edició del 51. També va quedar segon a la Volta a Astúries del 1953.

## Palmarès
- 1950
  - Guanyador d'una etapa al Gran Premi de Catalunya
  - 1r al Gran Premi Pascuas
  - 1r al Campionat de Barcelona
- 1951
  - 1r al Gran Premi Pascuas
- 1952
  - Guanyador de 2 etapes de la Volta a Catalunya
- 1953
  - Vencedor Campionat d'Espanya Pista (americana)
  - 2n a la Volta a Astúries